# Magda Ciles Luciana Ayala
Magda Ayala (Villa Rural El Palmar, 2 de octubre de 1990) es una abogada y política argentino. Desde el 10 de diciembre de 2019, es la intendente de la ciudad de Barranqueras.

## Biografía

### Comienzos
Magda Ayala  nació el 2 de octubre  de 1990 en Villa Rural El Palmar, Chaco, estudió abogacía en la facultad siglo 21.
En 2009 se radicó en la Ciudad de Barranqueras, donde creó junto a algunos vecinos un centro de gestión a través de la fundación Mi bella ciudad.

### Concejal de la ciudad de Barranqueras (2015-2019)
2015 - 2019 fue electa como concejal para el municipio de barranqueras por el Frente Chaqueño.

### Intendente de la ciudad de Barranqueras (2019-2023)
En 2019 se presentó para las elecciones como candidata a intendente de la ciudad de barranqueras en la lista del Frente Chaqueño. Resultó electa con el 31% de los votos, 9% más que Silvana Azula, hija de la en ese momento intendente de la ciudad.

#### Gabinete Municipal
El gabinete municipal de Magda Ayala está conformado por:
| Gabinete Municipal de Magda Ayala 2019-2023 | Gabinete Municipal de Magda Ayala 2019-2023 | Gabinete Municipal de Magda Ayala 2019-2023       |
| Cartera                                     | Titular                                     | Período                                           |
| ------------------------------------------- | ------------------------------------------- | ------------------------------------------------- |
| Secretaría de Coordinación de Gabinete      | Rodrigo Ayala Pared                         | 10 de diciembre de 2019 - 10 de diciembre de 2023 |
| Secretaría de Gobierno                      | Liliana Paola Latyn                         | 10 de diciembre de 2019 - 10 de diciembre de 2023 |
| Secretaría de Hacienda y Administración     | Juan Zacarías                               | 10 de diciembre de 2019 - 10 de diciembre de 2023 |
| Secretaría de Desarrollo Social             | Jessica Marcela Rivero                      | 10 de diciembre de 2019 - 10 de diciembre de 2023 |
| Secretaría de Obras y Servicios Públicos    | Yolanda Marinoff Acosta                     | 10 de diciembre de 2019 - 10 de diciembre de 2023 |
| Secretaría de las Personas con Discapacidad | Viviana Ayala                               | 10 de diciembre de 2019 - 10 de diciembre de 2023 |
| Secretaría Privada de Intendencia           | Alejandra R. Brizuela Grossi                | 10 de diciembre de 2019 - 10 de diciembre de 2023 |

## Cargos públicos
- 2015: Concejal para el bloque Frente de Todos - Ciudad de Barranqueras.
- 2019: Intendente de la Ciudad de Barranqueras.